# ナガレボシトレイン
『ナガレボシトレイン』は、2022年3月16日にSACRA MUSICから発売された、スピラ・スピカのメジャー2作目、累計3作目のフル・アルバム。

## 概要
前作『ポップ・ステップ・ジャンプ!』から約2年振りのアルバムリリースとなる。
『サヨナラナミダ/ほしのかけら』から『燦々デイズ』までのCDシングル表題曲、配信シングルとしてリリースされていた「君なんか好きにならない」の他、Jazzin' parkや大塚紗英からの提供楽曲など全12曲が収録される。『Re:RISE -e.p.- 2』収録の「Twinkle」もアルバムバージョンで収録される一方、同作に収録されている「ハートフル」は未収録となっている。
| 形態           | 規格       | 規格品番    |
| -------------- | ---------- | ----------- |
| 初回生産限定盤 | CD+Blu-ray | VVCL-2012~4 |
| 通常盤         | CD         | VVCL-2015   |

## 収録内容
| #         | タイトル                   | 作詞               | 作曲               | 編曲      | 時間  |
| --------- | -------------------------- | ------------------ | ------------------ | --------- | ----- |
| 1.        | 「燦々デイズ」             | 幹葉               | 寺西裕二           | If I      | 3:52  |
| 2.        | 「夏のキセキ」             | 幹葉、重永亮介     | 重永亮介           | 重永亮介  | 4:12  |
| 3.        | 「君なんか好きにならない」 | 幹葉               | 寺西裕二           | If I      | 3:21  |
| 4.        | 「ゲットゴーイング」       | 幹葉               | 久保田真悟、栗原暁 | Saku      | 3:59  |
| 5.        | 「ほしのかけら」           | 幹葉、キタニタツヤ | キタニタツヤ       | If I      | 4:08  |
| 6.        | 「サヨナラナミダ」         | 幹葉、Saku         | Saku               | Saku      | 4:02  |
| 7.        | 「にゃらんごろん」         | 幹葉               | 寺西裕二           | If I      | 3:53  |
| 8.        | 「サークルフィッシュ」     | 幹葉               | 重永亮介           | 重永亮介  | 4:06  |
| 9.        | 「ピラミッド大逆転」       | 幹葉               | 寺西裕二           | If I      | 3:48  |
| 10.       | 「なんてね、バカ。」       | 大塚紗英           | 大塚紗英           | 重永亮介  | 5:11  |
| 11.       | 「Twinkle -album ver.-」   | 幹葉、樹           | 渡辺翔             | If I      | 4:33  |
| 12.       | 「春は待っている」         | 幹葉               | 寺西裕二           | If I      | 4:29  |
| 合計時間: | 合計時間:                  | 合計時間:          | 合計時間:          | 合計時間: | 49:34 |

| #   | タイトル                        | 作詞 | 作曲・編曲 |
| --- | ------------------------------- | ---- | ---------- |
| 1.  | 「スタートダッシュ」            |      |            |
| 2.  | 「⼩さな勇気」                  |      |            |
| 3.  | 「恋はミラクル」                |      |            |
| 4.  | 「イヤヨイヤヨモスキノウチ!」   |      |            |
| 5.  | 「リライズ-short ver.-」        |      |            |
| 6.  | 「ポップ・ステップ・ジャンプ!」 |      |            |
| 7.  | 「Twinkle」                     |      |            |
| 8.  | 「サヨナラナミダ」              |      |            |
| 9.  | 「ほしのかけら」                |      |            |
| 10. | 「ピラミッド大逆転」            |      |            |
| 11. | 「燦々デイズ」                  |      |            |

## 楽曲解説
燦々デイズ
9thシングルの表題曲。TVアニメ「その着せ替え人形は恋をする」のオープニングテーマとして書き下ろした楽曲で、幹葉は、作中の海に行くシーンでの海夢の心情を歌詞に取り入れて作詞を手掛けたと述べており、寺西は、「キラキラした要素を大事にしたい」という自身の思いから、ロック感とキラキラしたポップのバランスを考えたと述べている。
夏のキセキ
「爽快系目薬 ロートZ!」のCMソングとして書き下ろした楽曲で、寺西はこの楽曲について「必死に頑張る人の背中を爽やかかつ力強く押してくれる曲」であると述べている。
君なんか好きにならない
スピラ・スピカ初の配信限定シングルとして2021年6月20日に各音楽配信サービスにてリリースされていた楽曲。
ゲットゴーイング
音楽ユニットJazzin' parkからの楽曲提供曲であり、寺西はこの楽曲について「軽快な裏打ちビートで、早歩きしている時にピッタリな曲」だと述べている。
ほしのかけら
7thシングルの表題曲。TVアニメ『戦翼のシグルドリーヴァ』挿入歌として書き下ろした楽曲であり、幹葉は「サヨナラナミダとは対比的に激しくゆさぶるような悲しみ」を落とし込んだと述べており、寺西は「戦いに行こう」という「攻めの曲」のイメージで、キタニタツヤに作曲を依頼したと述べたと同時に原点回帰のような曲だと述べている。
サヨナラナミダ
7thシングルの表題曲。アニメ『戦翼のシグルドリーヴァ』のエンディングテーマとして書き下ろした楽曲であり、作詞を担当した幹葉は本楽曲について、作中の登場キャラクターの「悲しさで動けず光がないような、静かな悲しみ」を代弁するような歌詞を綴ったと述べている。寺西は鎮魂歌のような曲になれたらという思いと、等身大の雰囲気をメロディで出せたらという思いから本楽曲の作編曲を手掛けたSakuに相談し手掛けてもらったと話している。
にゃらんごろん
スノーマン名義でリリースしたアルバム『乗り越える（下）』に収録されていた、インディーズ時代の楽曲「だらんごろん」のリメイクバージョン。
サークルフィッシュ
サークルモッシュに憧れてできた楽曲。
ピラミッド大逆転
8thシングルの表題曲。アニメ『俺だけ入れる隠しダンジョン』のオープニングテーマとして書き下ろした楽曲で、作中の世界観や、アニメのタイトルにもなっている「隠しダンジョン」というワードから連想される「秘密で怪しい雰囲気」をイメージして制作された。
なんてね、バカ。
幹葉と親交のあるシンガーソングライター大塚紗英からの楽曲提供曲。
Twinkle -album ver.-
6thシングル『Re:RISE -e.p.- 2』に収録されていた楽曲のアルバムバージョン。
春は待っている
アルバム制作当初から本作の最後に収録すると決めており、寺西は「銀河鉄道の車窓から見える壮大な景色をイメージして作った」と述べている。

## タイアップ
燦々デイズ
TVアニメ『その着せ替え人形は恋をする』オープニングテーマ
夏のキセキ
爽快系目薬 ロートZ!  CMソング
君なんか好きにならない
Webマンガ『今度は殺されたくないアザラシさん』テーマソング
ほしのかけら
TVアニメ『戦翼のシグルドリーヴァ』挿入歌
サヨナラナミダ
TVアニメ『戦翼のシグルドリーヴァ』エンディングテーマ
ピラミッド大逆転
TVアニメ『俺だけ入れる隠しダンジョン』オープニングテーマ
Twinkle
TVアニメ『ガンダムビルドダイバーズRe:RISE』2nd Season エンディングテーマ